# Restoration Ecology
Restoration Ecology (kurz Restor Ecol) ist eine internationale Fachzeitschrift für angewandte Ökologie mit einem Peer-Review-Verfahren.
Die Society for Ecological Restoration gibt die Zeitschrift heraus. Sie behandelt vor allem Themen zur Renaturierung von Biodiversität und Ökosystemen. Die Zeitschrift belegt Platz 41 von 449 Fachzeitschriften. Von 2005 bis 2014 war Richard J. Hobbs Chefredakteur und prägte sie mit konzeptuellen Artikeln.